# Schatten (1923)
Schatten ist ein deutscher Stummfilm von Arthur Robison aus dem Jahre 1923. Er wurde auch unter den Alternativtiteln Schatten – Die Nacht der Erkenntnis und Schatten – Eine nächtliche Halluzination verliehen, im anglophonen Sprachraum als Warning Shadows.

## Handlung
Ein Ehemann ist von seiner Eifersucht getrieben. Er verfolgt seine attraktive Ehefrau auf Schritt und Tritt, überzeugt von ihrer Untreue. Bei einem abendlichen Dinner glaubt er, endlich den Beweis für ihre Untreue zu haben. Er beobachtet das Schattenspiel hinter einer Gardine. Seine Frau wird von Männerhänden begrapscht. Doch die Schatten täuschen ihn. In Wahrheit handelt es sich um bedeutungslose Gesten, seine Frau wird von den Männern nicht einmal berührt. Ein anwesender Schausteller bekommt den Wahn des Ehemanns mit und weiß, wie die Täuschung zustande kam. Mit einer Hypnose möchte er den Anwesenden die Wahrheit vor Augen führen. Er führt den hypnotisierten Gästen ein Schattenspiel vor, das ihnen ihre erotischen Wünsche und Ängste vorführen soll.
Das Spiel endet in einer grotesken Hinrichtung der jungen Frau, den tobenden Ehemann werfen die Kavaliere aus dem Fenster. Nachdem die Gäste aus der Trance erwacht sind, verlassen sie das Haus. Das Spiel hat für Klarheit zwischen dem Ehepaar gesorgt, der Ehemann erkennt, dass seine Frau ihm treu ergeben ist.

## Hintergrund
Regisseur Robison kam bei der Realisation dieses Stummfilms ohne Zwischentitel aus. Das Drehbuch schrieben er und der Schriftsteller Rudolf Schneider nach einer Idee von Albin Grau, der auch das Bühnenbild entworfen hat.
Der Film, den die Produzenten Enrico Dieckmann und Willy Seibold für die „Pan-Film GmbH“ herstellten, erlebte seine Uraufführung am 16. Oktober 1923 in Berlin im U. T. am Nollendorfplatz. Das im Film gezeigte Schattenspiel wurde von Ernst Moritz Engert entworfen, angefertigt und vorgeführt.

## Uraufführung
Die Uraufführungsmusik schrieb und dirigierte der deutsche Komponist Ernst Riege (* 1885; † 1976).

## Weitere Aufführungen
- Der Stummfilm erlebte Ende der 1920er Jahre unter dem Titel Die Nacht der Erkenntnis als „Tonplatten-Vortragsfilm“ mit einer auf Grammophonplatten gespeicherten Jllustrationsmusik eine Wiederaufführung, beworben wie ein Aufklärungsfilm[3] und eingeleitet durch den Vortrag des Sozialmediziners Curt Thomalla aus Berlin.

- Am 7. Juli 1973 wurde der Film im 3. Programm des Norddeutschen Rundfunks NDR mit Musik nach den Originalmotiven von Ernst Riege und der richtigen Bildfrequenz gesendet.[4]

- Am 2. November 2016 lief der Film auf der 54. Viennale, wo ihn Florian Reithner am Klavier begleitete.[5]

- Der Komponist Johannes Kalitzke schrieb 2016 im Auftrag von ZDF/Arte eine neue Begleitmusik zu Schatten, mit welcher der Film, restauriert und viragiert, in der Edition Arte auf DVD erschien.[6]

- Der Kulturkanal Arte strahlte den Film in der Nacht von Sonntag auf Montag den 27./28. November 2016 in restaurierter, viragierter und musikalisch illustrierter Fassung aus. Kalitzkes Musik wurde durch das Stuttgarter ensemble ascolta ausgeführt.[7]

## Kritiken
Lotte H. Eisner schrieb über den Film in ihrem Buch „Die dämonische Leinwand“:

„Die Zweideutigkeit der Schatten hat in diesem Film einen Freudschen Sinn: der kleine Taschenspieler läßt die Schatten der Handelnden verschwinden und öffnet so die Schleusen all ihrer geheimsten Begierden. Jene Phantasmagorie wird bedeutungsschwer: die Schatten treten an die Stelle der Lebenden, die während des Schauspiels zu leblos erstarrten Zuschauern ihres eigenen Geschicks werden.“

„Robison hat die enganliegende Tracht der Merveilleuses und Incroyables sichtlich gewählt, um die erotische Atmosphäre des Films zu intensivieren. Dank einer fast animalisch anmutenden Vitalität sind die Gestalten seines Films weit entfernt von der abstrakten Konvention, die der Expressionismus auferlegt hat.“

„Ein abgründiges Selbstporträt des Mediums Film, das virtuos mit der Erotik, aber auch der Psychoanalyse spielt. In allen Belangen der Filmtechnik und -gestaltung gelungen.“

„Dieser Film, von dem in Deutschland aufgewachsenen Amerikaner Robison gedreht, zeigt meisterhaft den im romantischen und expressionistischen deutschen Stummfilm zur Vollendung entwickelten dramaturgischen Gebrauch von Licht, Schatten und Spiegeln.“

## Tondokumente
- Suggestion. Valse Boston (M: Ernst Riege) Marek Weber mit seiner Künstler-Kapelle vom Esplanade Berlin. Parlophon P.1101-II (Matr. 2-2691), aufgen. 10. Sept. 1920
- Suggestion. Valse Boston (M: Ernst Riege) Vox-Tanz-Orchester. Vox 1055-A (Matr. 302-B) (K1921/22)[12]